# Cassida vibex
{{Bảng phân loại
| name = Cassida vibex
| image = Cassida vibex dorsal.jpg
| image caption = Cassida vibex
| regnum = Animalia 
| phylum = Arthropoda 
| classis = Insecta 
| ordo = Coleoptera
| familia = Chrysomelidae
| genus = Cassida
| species = C. vibex
| binomial = Cassida vibex
| binomial_authority = Linnaeus, 1767
Cassida vibex là một loài bọ cánh cứng trong họ Chrysomelidae. Loài này được Linnaeus miêu tả khoa học năm 1767.

## Hình ảnh

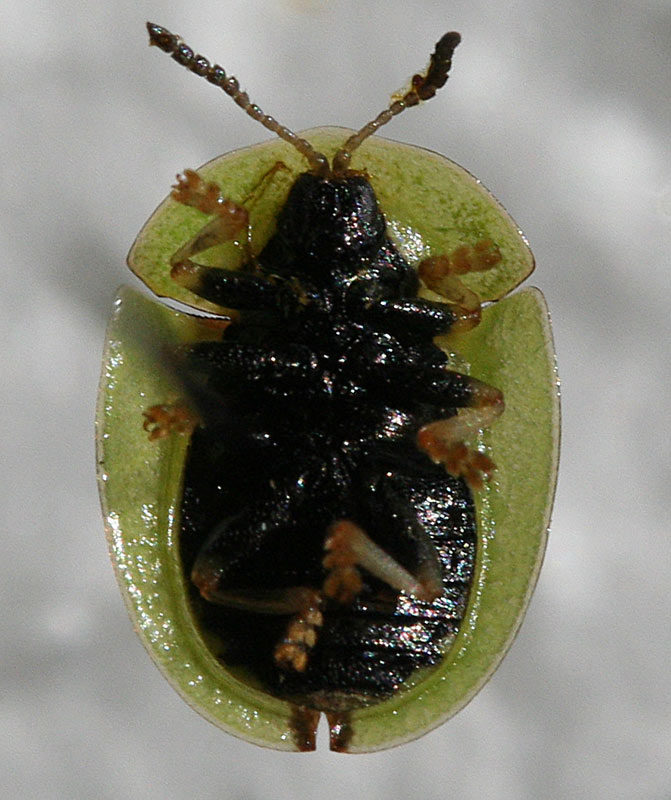
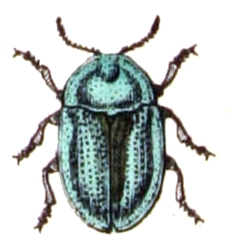